# A.D. – Anno Domini
A.D. – Anno Domini (auch: Anno Domini – Kampf der Märtyrer) ist eine 5-teilige Miniserie, die 1985 unter der Regie von Stuart Cooper entstand.

## Handlung
A.D. – Anno Domini ist eine Fortsetzung von Franco Zeffirellis Film Jesus von Nazareth und erzählt die Geschichte der Apostel Petrus und Paulus und der Christenverfolgung im alten Rom.
Sehr detailliert wird die Apostelgeschichte erzählt und parallel der Aufstieg und Fall der römischen Kaiser.

## Hintergrund
Das Drehbuch bietet Fakten nicht nur aus der Apostelgeschichte, sondern auch aus antiken Quellen. Der Schriftsteller Anthony Burgess, der am Drehbuch mitwirkte, veröffentlichte 1985 einen Roman (The Kingdom of the Wicked, deutsch Das Reich der Verderbnis), der die gleiche Thematik wie die Serie behandelt.
Gedreht wurde der Film mit einem Budget von 30.000.000 USD an Schauplätzen in Tunesien.
Das Epos wurde in Deutschland bisher nur zweimal – 1987 (ZDF) und zuletzt 1997/98 (TM3) – ausgestrahlt. Auch wurden bis zum Jahr 2016 weder in Europa noch in den USA Videos oder DVDs produziert. Darum war A.D. – Anno Domini für solche, die diesen Film an einem der beiden Sendetermine aufgezeichnet haben, ein „Unikat“. Am 18. November 2016 veröffentlicht der Filmverlag Fernsehjuwelen die komplette Miniserie auf DVD.

## Episodenliste
Die Miniserie wurde in den USA vom 31. März bis zum 4. April 1985 erstmals ausgestrahlt. In Deutschland erfolgte die Ausstrahlung vom 5. April bis zum 17. April 1987.
| Nr. (ges.) | Nr. (St.) | Deutscher Titel | Originaltitel | Erstausstrahlung USA | Deutschsprachige Erstausstrahlung (D) | Regie         | Drehbuch                          |
| ---------- | --------- | --------------- | ------------- | -------------------- | ------------------------------------- | ------------- | --------------------------------- |
| 1          | 1         | Folge 1         | Part I        | 31. März 1985        | 5. Apr. 1987                          | Stuart Cooper | Anthony Burgess, Vincenzo Labella |
| 2          | 2         | Folge 2         | Part II       | 1. Apr. 1985         | 7. Apr. 1987                          | Stuart Cooper | Anthony Burgess, Vincenzo Labella |
| 3          | 3         | Folge 3         | Part III      | 2. Apr. 1985         | 12. Apr. 1987                         | Stuart Cooper | Anthony Burgess, Vincenzo Labella |
| 4          | 4         | Folge 4         | Part IV       | 3. Apr. 1985         | 14. Apr. 1987                         | Stuart Cooper | Anthony Burgess, Vincenzo Labella |
| 5          | 5         | Folge 5         | Part V        | 4. Apr. 1985         | 17. Apr. 1987                         | Stuart Cooper | Anthony Burgess, Vincenzo Labella |

## Synchronisation
Die deutschsprachige Synchronisation entstand bei der Interopa Film Berlin.
| Rolle                 | Darsteller/in          | Deutsche Synchronstimme  |
| --------------------- | ---------------------- | ------------------------ |
| Nero                  | Anthony Andrews        | Joachim Tennstedt        |
| Antonia die Jüngere   | Colleen Dewhurst       | Christine Gerlach        |
| Agrippina die Jüngere | Ava Gardner            | Eva Katharina Schultz    |
| Porcius Festus        | David Hedison          | Claus Jurichs            |
| Gamaliel              | John Houseman          | Hans W. Hamacher         |
| Claudius              | Richard Kiley          | Jürgen Thormann          |
| Tiberius              | James Mason            | Ernst Wilhelm Borchert   |
| Caligula              | John McEnery           | Wolfgang Ziffer          |
| Sejanus               | Ian McShane            | Lothar Blumhagen         |
| Valeria Messalina     | Jennifer O’Neill       | Kerstin Sanders-Dornseif |
| Simon Petrus          | Denis Quilley          | Klaus Sonnenschein       |
| Seneca                | Fernando Rey           | Friedrich W. Bauschulte  |
| Serpenius             | Richard Roundtree      | Kurt Goldstein           |
| Livilla               | Susan Sarandon         | Cornelia Meinhardt       |
| Der Äthiopier         | Ben Vereen             | Andreas Mannkopff        |
| Aquila                | Tony Vogel             | Engelbert von Nordhausen |
| Nerva                 | Jack Warden            | Wolfgang Völz            |
| Pontius Pilatus       | Anthony Zerbe          | Joachim Kerzel           |
| Jesus von Nazaret     | Michael Wilding junior | Stefan Gossler           |

| Rolle               | Darsteller/in           | Deutsche Synchronstimme |
| ------------------- | ----------------------- | ----------------------- |
| Valerius            | Neil Dickson            | Jürgen Heinrich         |
| Sara                | Amanda Pays             | Monica Bielenstein      |
| Kaleb               | Chris Humphreys         | Detlef Bierstedt        |
| Kaiphas             | Harold Kasket           | Gerd Holtenau           |
| Paulus              | Philip Sayer            | Michael Christian       |
| Corinna             | Diane Venora            | Heike Schroetter        |
| Kleopas             | Tom Durham              | Hermann Ebeling         |
| Zachäus             | Anthony Pedley          | Helmut Gauß             |
| Pallas              | Mike Gwilym             | Wolfgang Condrus        |
| Thomas              | Davyd Harries           | Jürgen Kluckert         |
| Tigellinius         | Jonathan Hyde           | Norbert Langer          |
| Hauptmann Kornelius | Paul Freeman            | Hans-Werner Bussinger   |
| Simon Magus         | John Steiner            | Reinhard Kuhnert        |
| Atticus             | Peter Howell            | Friedrich Schoenfelder  |
| Linus               | David Rintoul           | Hans-Jürgen Dittberner  |
| Gracchus            | William Morgan Sheppard | Jochen Schroeder        |
| Publius             | George A. Cooper        | Joachim Nottke          |
| Herodes Agrippa I.  | Damien Thomas           | Wolfgang Kühne          |

## Auszeichnungen
Die Serie wurde für die besten Spezialeffekte mit einem Emmy ausgezeichnet und erhielt eine weitere Nominierung für den besten Schnitt.